# Žilina (region)
Žilina (slovakiska Žilinský kraj) är en av Slovakiens åtta administrativa regioner, belägen i landets norra del. Regionen som har en yta av 6 808 km² har en befolkning, som uppgår till 694 763 invånare (2005). Regionens huvudort är Žilina och den består av elva distrikt (okresy).